# 全美達
全美達（英語：Transmeta，NASDAQ：TMTA）是一家設計超長指令字（VLIW）程式碼轉譯微處理器的美國有限公司，集中於開發減低電子設備功秏的運算技術，於1995年由Bob Cmelik、Dave Ditzel、Colin Hunter、Ed Kelly、Doug Laird、Malcolm Wing與Grzegorz Zynerlo創立，至今為止共出產了兩款兼容x86架構的處理器：Crusoe與Efficeon， 該些處理器用於非常重視低功秏與散熱能力的超便攜式筆記型電腦、刀鋒伺服器、平板電腦與安靜型桌上電腦上。

## 歷史

### 在保密中起步
全美達在初始阶段一直对其产品业务保持保密状态，該公司曾企圖秘密進行招聘，但網上的推測非常多(如 （页面存档备份，存于）)。其中一個推測的消息來源為該公司的基本要素網頁，1999年11月12日其HTML出現了隱密的註解 （页面存档备份，存于）：

Yes, there is a secret message, and this is it: Transmeta's policy has been to remain silent about its plans until it had something to demonstrate to the world. On January 19th, 2000, Transmeta is going to announce and demonstrate what Crusoe processors can do. Simultaneously, all of the details will go up on this Web site for everyone on the Internet to see. Crusoe will be cool hardware and software for mobile applications. Crusoe will be unconventional, which is why we wanted to let you know in advance to come look at the entire Web site in January, so that you can get the full story and have access to all of the real details as soon as they are available. 
(是的， 機密訊息的確存在，就是這些：全美達的政策是保密其計劃直到有什麼可以示範給全世界，在2000年1月19日全美達會宣佈及示範Crusoe處理器的能力，同時所有細節都會上傳到網站上讓互聯網上所有人都可查看。Crusoe將會是便攜應用上極好的硬體及軟體，Crusoe將會突破傳統，這就是為什麼我們希望預先通知你在一月來瀏覽整個網站，因此你可儘快獲得完整情況以及存取所有真正的細節。)

該公司於正式發佈前的保密行動非常成功，期間共簽署了2000份保密協議（页面存档备份，存于）。

### 公开营业
2000年1月19日，全美达在薩拉托加 (加利福尼亞州)的蒙塔爾沃藝術中心举办了一场发布会，宣告他们开发了一款基于动态二进制翻译的x86处理器，并命名为Crusoe。同时发布了一份18页长的白皮书用以阐述他们的技术。
全美达将他们的新产品定义为面向低功耗及嵌入式市场的革命性创新产品。他们希望他们的产品可以在功耗和性能两方面都成为x86市场上的佼佼者。但最初的测评证明了Crusoe的性能并没有达到预期。同时，在Crusoe开发过程中，竞争者AMD与英特尔同样注意到了功耗问题并在产品中开始注重功耗设计。 所以Crusoe很快成为专精于小封装，低性能，低功耗市场的产品。
2000年11月7日 (大选日)，全美达以 $21美元每股举行了他的首次公开募股。发行日的股票价格最高达到$50.26美元，而后以$46美元收盘。全美达是互聯網泡沫破碎前上市的最后一家科技巨头。 上市首日的表现在Google于2004年首次公开募股之前一直没被超越。
公司在2002年7月进行了第一次裁员，裁掉了总部40%的员工。
2003年10月14日，全美达发布了Efficeon处理器，并宣称其同频性能是上一代产品Crusoe的一倍。然而，其性能相较于竞争对手还是相对较弱，并且芯片的复杂度也大幅上升。更大的晶片面积和更高的功耗使得Efficeon在之前的市场上并不吃香。
2005年1月該公司宣佈由晶片產品公司戰略改組為知識產權公司 ，主要业务转向对外授权知识产权。2005年3月該公司宣佈裁減68名員工，留下208名雇員，約半數剩餘的雇員從事於增強使用在索尼產品的LongRun2電力優化技術，据報索尼是全美達技術的主要被授權人。
2005年5月31日全美達宣佈與發明倉頡輸入法及現代中文電腦運算創建人之一的朱邦復所領導的香港文化傳信集團有限公司簽署資產購買與許可協議，但由於在取得美國商務部必須的技術輸出授權上的延誤，雙方於2006年2月9日宣佈中止協議。
2005年8月20日全美達宣佈首個獲利季度。
2006年3月20日GameSpot報道全美達正著手於一個还未命名的微軟企劃，随后揭晓是FlexGo按需付费电脑计划。
2006年10月11日全美達宣佈對英特爾提出控訴因其侵犯了全美達的10項美國專利。該訴訟在美國特拉華州法院提出，要求英特爾停止銷售侵權產品並賠償金錢上的損失。
2007年2月7日, 全美達關閉其技術維護部門及裁減75人，这说明公司将不再開發與銷售硬體，但會集中於發展及授權其知識產權同时AMD 向全美达投资 $7.5M 美元，计划籍此在低功耗产品中使用全美达的专利技术。 
2007年7月24日，全美达与英特尔宣布在此前的诉讼问题上达成和解，英特尔同意先行赔付$150M美元赔款，并连续五年每年向全美达支付$20M美元授权费用，英特尔也要就此撤回其他针对全美达的诉讼。为了达成交易，全美达也同意向英特尔授权其部分专利并且转让少数专利给英特尔。全美达也同意了不再生产x86架构兼容的处理器。 据可信来源指出为了达成和解，英特尔向全美达的三位高管支付了$34M美元。在2008年下半年，英特尔与全美达签署进一步协议，一次付清每年$20M的授权费用。
2008年8月8日，全美达宣布以一次性$25M美元的授权费用授权英伟达使用其LongRun技术。
2009年1月，全美達被美國影像處理器製造商Novafora收購。
2009年2月4日，Intellectual Venture Funding LLC宣告收购了全美达所开发以及持有的所有知识产权。
2009年7月下旬，Novafora由于财经问题和管理不善宣告破产。

### 后续
在全美达停止运作之后，其官方网站被保留了下来，留下一段话：

There is no website here.    (seems familiar)
but there will be again.

（这里不存在网页(看起来很熟悉)
但它将会回来）

一如处在保密阶段的全美达网页，宣告着全美达不会就此终结。

## 雇员与管理

### 高管
全美达在其运作时间内一共经历了6任首席执行官
| 姓名                                    | 在任时间  |
| --------------------------------------- | --------- |
| David Ditzel                            | 1995–2001 |
| Mark Allen                              | 2001–2001 |
| Murray Goldman Hugh Barnes 任首席运营官 | 2001–2002 |
| Matt R. Perry                           | 2002–2005 |
| Art Swift                               | 2005–2007 |
| Lester Crudele                          | 2007–2009 |

### 著名员工
全美達雇用了數名業界中的傑出人士如Linux开发者林納斯·托瓦茲與戴夫·泰勒，初時原打算將其作為機密保守，但由於擁有如此出色的人員作為員工令業界間謠言及陰謀論不斷外亦令其擁有良好的公共關係。

### 融资
全美达在其生命周期内总共融资 $969M 美元。
| 年份 | 季度 | 总量 ($ million) | 注释           |
| ---- | ---- | ---------------- | -------------- |
| 1996 | –    | 288              | –              |
| 2000 | Q2   | 88               | –              |
| 2000 | Q4   | 273              | 首次公开募股   |
| 2003 | Q4   | 83               | 第二次公开募股 |
| 2007 | Q2   | 7.5              | 超微           |
| 2007 | Q4   | 150              | 英特尔赔款     |
| 2008 | Q3   | 80               | 英特尔赔款     |

## 技術

### Code Morphing Software
現時的全美達的處理器為按序超長指令字核心，執行x86指令時一個純基於軟體的指令翻譯器Code Morphing Software會動態地依次編譯或模擬x86指令，使用執行熱點領導的啟發式搜索。 類似技術1990年代時已經存在(昇陽的WABI、Alpha的FX!32與安騰的IA-32 EL)，而全美達的擁有更進步的相容性––可在保持大部份核心效能同時執行所有x86指令，包括由開機到最新的多媒體指令。
下面我们来举例说明 Code Morphing Software 如何将x86翻译为VLIW指令。
这里给出一段32位x86汇编:
```
add eax,dword ptr [esp] // 从栈中载入数据并加到eax上
add ebx,dword ptr [esp] // 同上，加到ebx上
mov esi,[ebp]           // 从内存载入esi
sub ecx,5               // 将ecx寄存器减5
```

他会被首先转换成中间指令，类似于：
```
ld %r30,[%esp]       // 将栈中的数据载入临时寄存器
add.c %eax,%eax,%r30 // 将临时寄存器加到%eax,上，并设置状态码
ld %r31,[%esp]
add.c %ebx,%ebx,%r31
ld %esi,[%ebp]
sub.c %ecx,%ecx,5
```

优化器会对代码进行优化，例如去除不必要状态码操作，合并内存操作，:
```
ld %r30,[%esp]     // 仅需要从内存加载一次
add %eax,%eax,%r30
add %ebx,%ebx,%r30 // 更早的复用
ld %esi,[%ebp]
sub.c %ecx,%ecx,5  // 仅设置最终状态码
```

最后，优化器会把中间指令 ("原子") 组装成硬件可执行的VLIW指令("分子") 并送给硬件执行:
```
ld %r30,[%esp];  sub.c %ecx,%ecx,5
ld %esi,[%ebp];  add %eax,%eax,%r30;  add %ebx,%ebx,%r30
```

这两条“分子”指令可以极快的被硬件处理执行。
全美達聲稱這種方法有數個技術上的好處：
1. 市場領導者英特爾或/及超微將擴展x86核心指令集，全美達可經由更新軟體來迅速更新它們的產品而不需重新設計硬體
2. 效能與功率可經由軟體調節來迎合市場需要
3. 使用軟體上的修正方案來修正硬體設計或製造瑕疵相對比較簡單
4. 可利用更多時間集中在增強核心性能或減低功耗而不需担心x86前向兼容性
5. 處理器可模擬多種架構，甚至可在同一時間運行多種架構的代碼(在首次發表Crusoe時全美達曾示範在原生硬體上混合運行PicoJava與x86)

在Crusoe發售前有謠言指出全美達會依靠該些好處來開發PowerPC與x86混合架構處理器，但全美達最初僅專注於極低功耗的 x86市場。

### 發展前景
全美達明顯因其初時的Crusoe處理器與預期的效能與功耗相差太遠而失去了許多可信性及支持，另一方面在功耗方面比英特爾與超微供應的有少許領先，但最終用戶體驗(如電池壽命)整體只顯示出少許改進。首先編碼轉換軟體 (CMS)整合緩衝記憶體架構在標準測試與真實間的應用軟體被人為地誇大，這是由於不斷重複同一性質及相類似的性能測試。CMS軟體整體可能是導致在許多真實應用軟體中效能低下的主因，簡易超長指令字核心架構不能與加強計算的應用作對比，圖像或其他I/O的應用受其低頻寬的南橋界面所限，一些標準測試甚至運作失敗令其聲稱能完全兼容x86的說法受到質疑 （页面存档备份，存于）。
Efficeon改善了許多Crusoe的缺點，整體表現比Crusoe大致上增強了兩倍，另外對比相同的處理技術其芯片尺寸比奔騰4與奔騰M均更為小型；在兩個處理器均為1 MB L2緩衝記憶體時Efficeon的芯片尺寸在90 nm工藝下為 68 mm²，比在90 nm工藝下為112 mm²的奔騰4小40%。
銷售一種特定範圍熱設計功耗產品的想法一般不會受大多數評論者所理解，他們往往不管功耗或其應用而將Efficeon與x86領域的微處理器進行對比，其中一個這樣的例子就是批評Efficeon的效能明顯落後於英特爾的奔騰M (Banias)與超微的移動速龍XP（页面存档备份，存于）。
對於Efficeon原意比較的熱度範圍(7 W與12 W)毫無証據的聲稱其運行於7 W的1.5 GHz頻率遠遠超越市場上任何產品以及迅馳需將頻率降到1.1 GHz才能以7 W運行。這明顯只考慮到處理器頻率而不顧其他對整體效能非常重要的因素如核心指令平均週期數(CPI)或記憶體效能及頻寬，在不同性能評測與系統配置有不同的影響。
不幸的是筆記型電腦的其他組成部件如液晶顯示屏與硬碟等亦會耗電，而使用全美達處理器的筆記型電腦亦使用一般筆記型電腦所用的部件導使增加的電池壽命對消費者來說差別並不明顯。

## 瑣事
- 電視劇《24》中的虛構角色東尼·艾美達（Tony Almeida）被列為全美達的前系統有效性分析員

## 外部連結
- CPU-INFO：詳盡的全美達處理器歷史